# 双前歯目
双前歯目（そうぜんしもく、Diprotodontia）は、哺乳綱に含まれる目。別名カンガルー目、二門歯目。

## 分布
インドネシア東部、オーストラリア、パプアニューギニア

## 形態
ウォンバット科・コアラ科（ウォンバット型亜目）を除いて尾は長い。下顎の切歯（門歯）は左右に1本ずつ（2本）。下顎に犬歯はない。後肢の第2趾と第3趾が癒合する。樹上棲の種では第1趾に爪がなく、癒合指と対向し枝を掴むのに適している。育児嚢は発達する。

## 生態

### 繁殖
育児嚢はよく発達しており、他の有袋類と比べ、体が大きく少産で、r-K戦略であるといえる。また、双前歯類の大体の育児嚢の利用日数は次の式で求められる。
育児嚢の利用日数 = 35.22 × (母体の体重)^0.21
例外的にキノボリカンガルー属はこの関数に反してかなり長いとされている。

### 食性
植物食の種が多いが、雑食傾向の強い種では昆虫・鳥類の卵なども食べる。過去にはティラコレオやプロプレオプスなど、肉食の種もいたが、現在は絶滅している。出産数は1 - 6匹と少ない傾向がある。

## 分類
以前は有袋目（フクロネズミ目）では双門歯亜目とされていた。有袋目も適応拡散しているため複数の目に分ける説が有力となり、独立した目とする説が有力とされる。
以下現生科については、分類・英名はMSW3 (Groves, 2005)、和名は遠藤 (2018)、川田ら (2018) に従う。
- カンガルー型亜目 Macropodiformes
  - ニオイネズミカンガルー科 Hypsiprymnodontidae
  - カンガルー科 Macropodidae
  - ネズミカンガルー科 Potoroidae
- クスクス型亜目 Phalangeriformes
  - クスクス上科 Phalangeroidea
    - ブーラミス科 Burramyidae
    - クスクス科 Phalangeridae

  - フクロモモンガ上科 Petauroidea
    - チビフクロモモンガ科 Acrobatidae
    - フクロモモンガ科 Petauridae
    - リングテイル科 Pseudocheiridae
    - フクロミツスイ科 Tarsipedidae
- ウォンバット型亜目 Vombatiformes
  - コアラ科 Phascolarctidae
  - ウォンバット科 Vombatidae
  - †ディプロトドン科 Diprotodontidae
  - †ティラコレオ科 Thylacoleonidae

## 画像

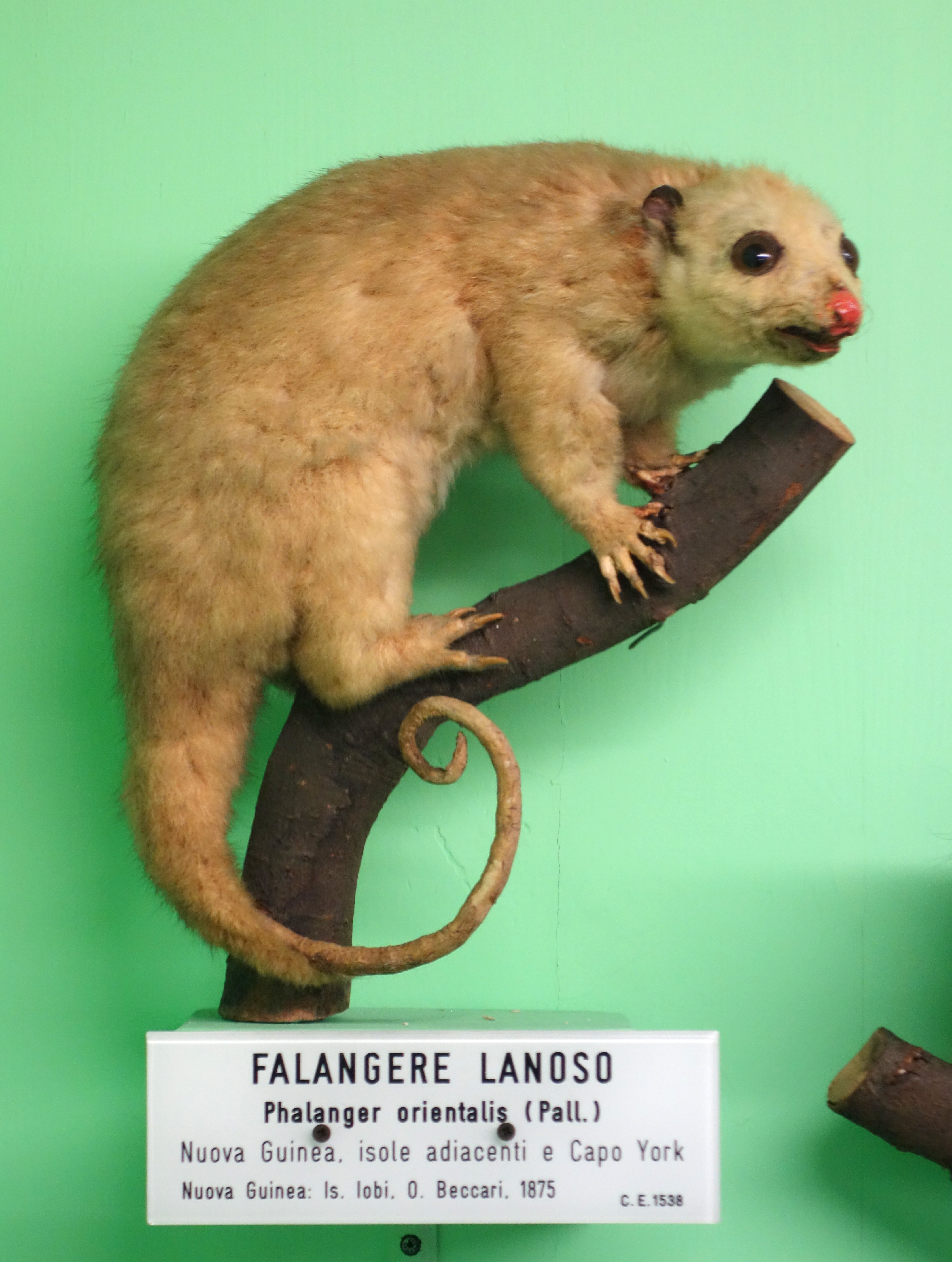
ハイイロクスクス Phalanger orientalis
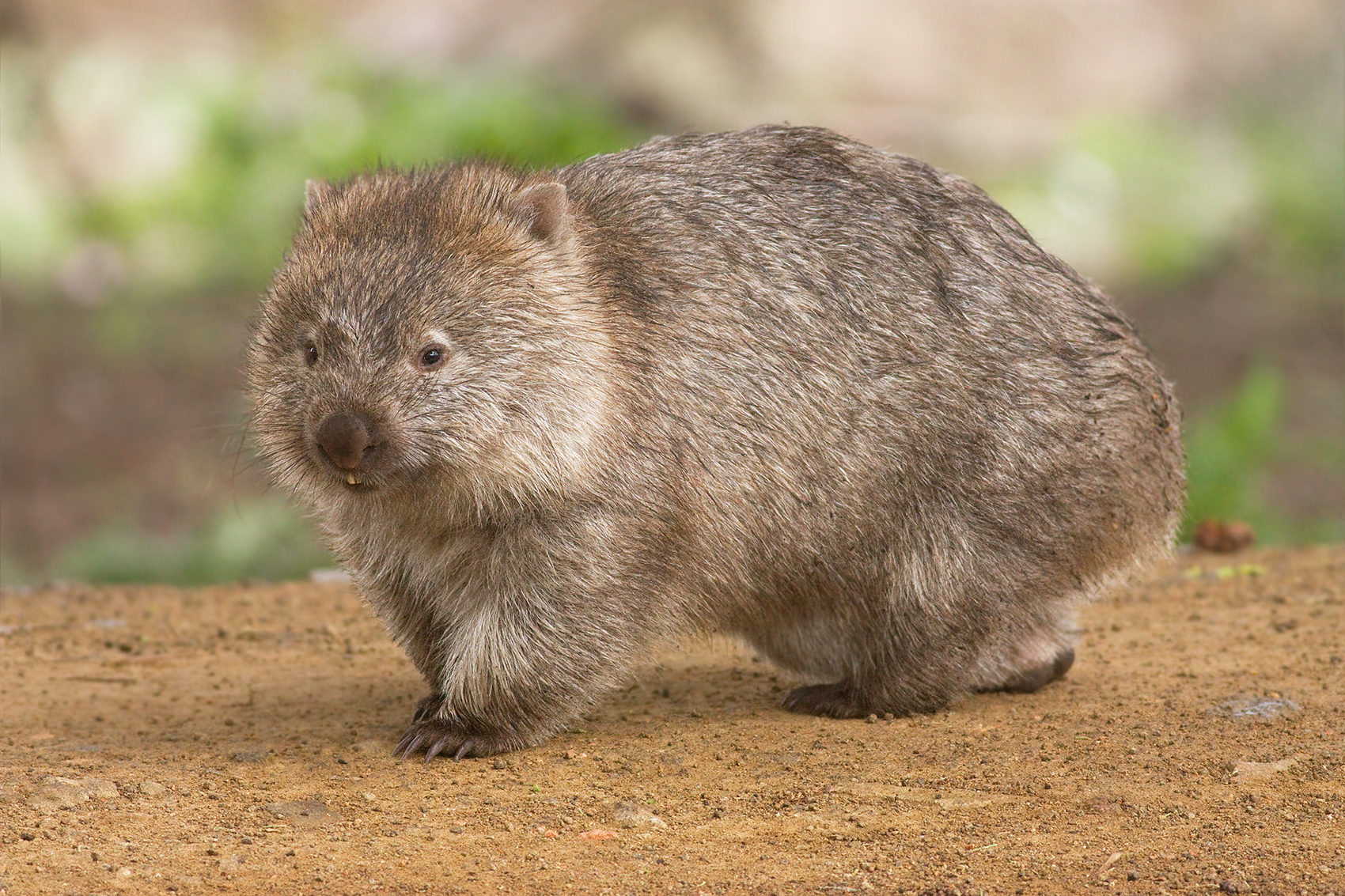
ウォンバット Vombatus ursinus